# Bimetallthermometer

Prinzipaufbau: Durch unterschiedliche Ausdehnung entsteht eine Deformation des Bimetallstreifens

Thermometer mit spiralförmigem Bimetallstreifen

Bimetallthermometer sind Thermometer, die auf der unterschiedlichen Wärmeausdehnung zweier miteinander verbundener Metalle, dem sogenannten Bimetall, beruhen. Das Bimetall besteht aus zwei fest miteinander verbundenen Metallstreifen, die jeweils einen anderen Wärmeausdehnungskoeffizienten besitzen. Bei einer Änderung der Temperatur dehnen sich die beiden Metalle unterschiedlich stark aus und bewirken damit eine Krümmung des Bimetalls.

## Allgemeines
Beim Thermometer wird aus der Stärke der Krümmung bzw. des resultierenden Winkels dann über eine Skala die Temperatur abgelesen. Auch die Auslösung einer Funktion bei einer bestimmten Temperatur ist möglich, diese Funktion wird beispielsweise bei Temperaturschaltern in Kühlschrank, Bügeleisen, Kochplatte und Zugregler an Dauerbrandöfen angewendet.
Durch die rein mechanische Arbeitsweise muss man recht große Toleranzen (bis 10 %) in Kauf nehmen, dafür ist das Thermometer aber einfach und kostengünstig herzustellen.
Das temperaturempfindliche Sensorelement eines Bimetallthermometers ist ein als Spiralfeder ausgeführter Bimetallstreifen. Eine Temperaturänderung wird durch die einseitig fest eingespannte Bimetallfeder in eine Drehwinkeländerung umgewandelt. Einfachste Thermometerausführungen bestehen lediglich aus einer Spiralfeder mit Zeigerwelle, an deren Ende ein Zeiger aufgesetzt ist. Der Temperaturmesswert kann an der Skalenteilung des Thermometer-Zifferblattes abgelesen werden.
Der Temperatureinsatzbereich von Bimetallthermometern liegt zwischen −80 °C und +550 °C. Der bevorzugte Anwendungsbereich reicht von −50 °C bis etwa 400 °C. Daraus resultiert auch die häufige Anwendung dieses Thermometertyps in Kühlschränken oder als Backofenthermometer.

## Industrielle Bimetallthermometer
Bei räumlicher Trennung von Mess- und Anzeigeteil wird ein schleichender, schraubenförmig gewundener Bimetallstreifen in einem längeren Tauch- bzw. Schutzrohr untergebracht. Die temperaturabhängige Drehung wird über eine Welle auf den Zeiger, der sich in einem Gehäuseteil am oberen Ende des Tauchrohres befindet, übertragen. Befindet sich die Zeigerwelle in radialer Position zum Thermometergehäuse, so wird die Drehbewegung durch eine Umlenkfeder oder durch ein Winkelwerk reibungsarm auf den Zeiger übertragen und somit auf der Anzeige angezeigt.

## Verwendete Materialien
Als Basismaterial der Spiralen oder Schraubenfedern werden Schichtverbundwerkstoffe nach DIN 1715, sogenannte Thermobimetalle, eingesetzt. Sie bestehen aus zwei etwa gleich starken, mittels Schweißverfahren (Plattieren) miteinander verbundenen Metallschichten (Komponenten) unterschiedlicher thermischer Ausdehnung. Die Werkstoffkomponenten werden so gewählt, dass sich eine möglichst große Differenz der Wärmeausdehnungskoeffizienten ergibt.
Die Komponente mit dem größeren Wärmeausdehnungskoeffizienten, der typisch über 15·10−6K−1 liegt, wird oft als die „aktive“ Komponente des Bimetalls bezeichnet. Sie besteht in den meisten Fällen aus einer Legierung, die Eisen, Nickel, Mangan oder Chrom in verschiedenen Zusammensetzungen enthält.
Als „passive“ Komponente mit dem kleineren, unter 5·10−6K−1 liegenden Ausdehnungskoeffizienten wird häufig eine Eisen-Nickel-Legierung mit 36 % Nickel (Invar) verwendet. Dieser preisgünstige Werkstoff weist bei Raumtemperatur (20 °C) einen sehr kleinen Ausdehnungskoeffizienten von 1,2·10−6K−1 auf.
Unter Temperatureinfluss krümmt sich der Bimetallstreifen zu der Komponente mit dem geringeren Wärmeausdehnungskoeffizienten hin, also zur passiven Seite.

## Verwandte Ausführungsformen
Der unterschiedliche Wärmeausdehnungskoeffizient zweier Materialien kann auch zur Temperaturmessung genutzt werden, wenn diese nicht flächig miteinander verbunden sind, indem eine Längendifferenz ausgewertet wird. Einer der Partner kann auch ein vorhandenes Konstruktionsteil sein. Beispiele sind die Thermoschalter in einigen Bügeleisen, welche als „aktiven“ Partner den Grundkörper aus Aluminium-Guss nutzen. Ein weiteres Beispiel sind Thermoschalter mancher Boiler, die die Längendifferenz zwischen dem Schutzrohr (Kupfer) und einem in diesem liegenden Glasstab zur Temperaturmessung nutzen.